# توپلت

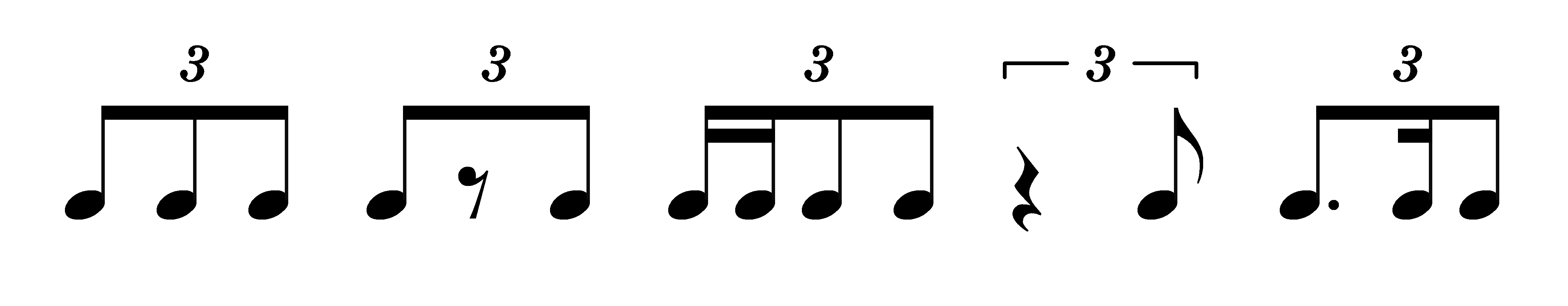
ریتم‌های مختلف از یک تریوله

در موسیقی، توپلت (انگلیسی: Tuplet) یا تقسیمات چندتایی، به هر نوع ریتمی (گروه‌بندی ریتمیک نامعقول، غیرعادی، مصنوعی، نامنظم، فوق متریک یا به ندرت متقارن) که شامل تقسیم ضرب به تعدادی متفاوت از آنچه در تقسیمات منظم کسر میزان باشد (مانند دوتایی، سه‌تایی و غیره)، شناخته می‌شود. علامت‌های این تغییر با یک عدد (گاهی دو عدد) نوشته می‌شود که نشان‌دهندهٔ نت‌های درگیر است و اغلب با پرانتز یا خط اتصال، تقسیم‌بندی می‌شود. «سه‌تایی» یا تریوله رایج‌ترین نوعِ استفاده از نت‌های «چندتایی» است.  

## واژه‌شناسی
اصطلاح مدرنِ «توپلت» (Tuplet) از بازبینی مجدد کلماتی مرکب مانند: quintu(s)-(u)plet و sextu(s)-(u)plet و از اصطلاحات ریاضی مرتبط با نوع تاپل است که بر تقسیمات «چند‌تایی» یا «چند‌قلو» دلالت دارد. این واژه در اصل از عروض یونانی وام گرفته شده‌است که در آن «یک هجا که دارای ارزش متریک است اما با ارزش زمانی واقعی آن مطابقت ندارد» (فرهنگ لغت انگلیسی آکسفورد، مدخل «گنگ»)، معنا شده‌است. 
اصطلاحات جایگزینی که گاهی یافت می‌شوند عبارتند از: تقسیم مصنوعی، تقسیم غیرعادی، ریتم نامنظم و گروه‌بندی ریتمی نامنظم. در این میان گاهی به اشتباه از اصطلاح «چندضربی» (یا «چندمتری») به جای «چندتایی» استفاده می‌شود که در واقع به استفاده همزمان از میزان‌های متضاد اشاره دارد.
در تقسیمات چندتایی علاوه بر «سه‌تایی» یا تریوله، از اصطلاحات «دوتایی»، «چهارتایی»، «پنج‌تایی»، «شش‌تایی»، «هفت‌تایی» و «هشت‌تایی» استفاده می‌شود.

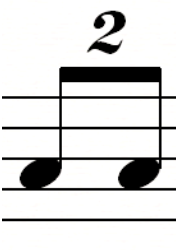
دوتایی
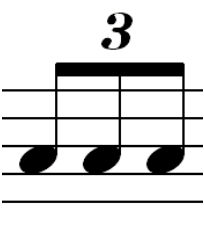
سه‌تایی
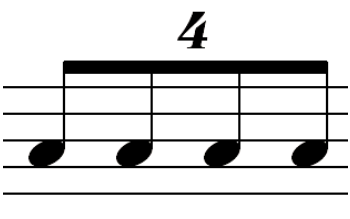
چهارتایی
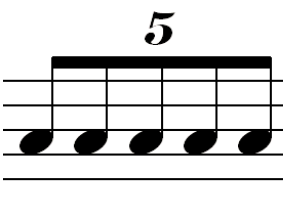
پنج‌تایی
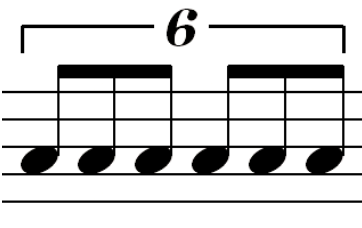
شش‌تایی
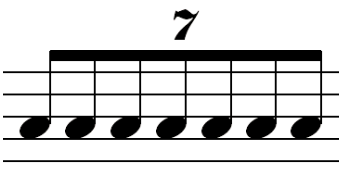
هفت‌تایی
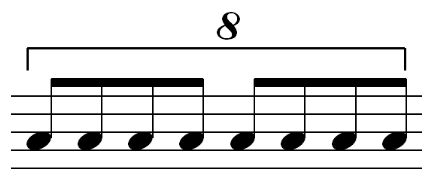
هشت‌تایی

## تریوله
متداول‌ترین «چندتایی» تریوله (فرانسوی: Triolet) نام دارد. به معنای لغوی سه‌قلو یا سه‌گانه، در موسیقی به معنای اجرای سه نت در زمان دو نت است. در فارسی به تریوله «سه بر دو» (2⁄3) نیز می‌گویند. بدین شکل که کشش دو نت سیاه (♩) که برابر با یک نت سفید () است، با سه نت سیاه، مدت زمانِ یکسانی دارند.
Audio playback is not supported in your browser. You can download the audio file.
به طور مشابه، سه نت چنگ با یک نت سیاه برابر است. اگر هر مقدار از نت‌های درگیر تحت شماره و پرانتز قرار گیرند، به همان مدتِ زمانِ اولیۀ خود (2⁄3) کاهش می‌یابند. 
Audio playback is not supported in your browser. You can download the audio file.
همچنین تریوله ممکن است با کشش‌های مختلف استفاده شود. به‌عنوان مثال یک نت سیاه و یک نت چنگ، که در این صورت نت سیاه، برابر با کششِ دو نت چنگ در نظر گرفته می‌شود.
Audio playback is not supported in your browser. You can download the audio file.
در برخی از موسیقی‌های قدیمی‌تر چنین ریتم‌هایی به‌عنوان یک چنگ و یک دولاچنگ نقطه‌دار که نوعی مختصرنگاری است، استفاده می‌شد که احتمالاً برای این بود که ضرب‌آهنگ با وضوح بیشتری نشان داده شود.

## نشانه‌گذاری نت‌های چندتایی

### نشانه‌گذاری
اگر نت‌ها به هم پیوسته باشند، معمولا با یک قلاب یا یک عدد در زیر یا بالای تقسیم‌بندی، نشان داده می‌شود. گاهی نت‌های «سه‌تایی» با نسبت ریاضی (به جای فقط یک عدد) مشخص می‌شود (2⁄3) — بدین ترتیب که شماره اول (3) نسبت ریاضی مربوط به تعداد نت‌ها در تقسیم‌بندی و شماره دوم (2) تعداد نت‌های معمولی است که طول زمانی آنها یکسانند — یا اینکه نشانه‌گذاری نسبت ریاضی و کشش نت، با هم نوشته می‌شود.

### ریتم

#### متر ساده
برای سایر توپلت‌ها، با عدد نسبت ریاضی را (در مثال پایین) به‌طور طبیعی نشان می‌دهند (یک نیروی ثابت از میزان‌بندی 2
4 در متر ساده). بنابر این یک گروه‌بندی «پنج‌تایی» که با عدد ۵ نشان داده می‌شود، بدین معنی است که مجموع کشش پنج نت داده شده با چهار نتی که به‌طور طبیعی وجود دارند، برابرند.
Audio playback is not supported in your browser. You can download the audio file.
بعضی از اعداد به‌طور ناپیوسته مورد استفاده قرار می‌گیرند. به‌طور مثال تقسیم‌بندی «هفت‌تایی» (یا هفت قلو) را معمولاً در کشش زمانی ۴ ضربی نشان می‌دهند یا در میزان ترکیبی، عدد ۷ در مقابل 6
8 باشد اما گاهی ممکن است تعداد ۷ نت در مقابل ۸ نت قرار بگیرد؛ بنابراین نت‌های یک توپلت «هفت‌تایی» کامل را می‌توان با معیار نت سیاه (۷:۴) یا نت چنگ (۷:۸) نوشت.
بعضی از آهنگسازان گاهی برای جلوگیری از ابهام، نسبت ریاضی را به جای اعداد می‌نویسند، این کار برای مواردی مانند هفت برابر یازده (۷:۱۱) نیز انجام می‌شود. جایی که پیچیدگی شکل (فیگور ریتمیک) با قواعد درست مشخص می‌شود. یک جایگزین فرانسوی نیز وجود دارد که به جای نشانه یا عدد در قلاب، از واژه‌های («برای») و («از»)، همراه با اصطلاح‌هایی مانند «نامنظم» استفاده می‌کنند. به‌عنوان مثال «شش برای نت سیاه» را جایگزین عدد ۶ یا تقسیم‌بندی «شش‌تایی» می‌کنند.
اختلاف‌نظرهایی در مورد گروه‌بندی «شش‌تایی» (به گفتهٔ تئودور بیکر تاکید و ضرب قوی در هجای اول است) که به آن سکستوله، سستولت، سستوله و سکستولت نیز گفته می‌شود. این گروه‌بندی «شش‌تایی» را می‌توان سه‌گانه در نظر گرفت که هر نت به نصف تقسیم شده‌است (۲ + ۲ + ۲). بنابر این «تأکید» روی نت‌های اول، سوم و پنجم است، در غیر این صورت به الگوی دوگانهٔ معمولی تقسیم می‌شود (۳ + ۳) و «تأکید» روی نت‌های اول و چهارم است.
برخی مفسران هر دو گروه تقسیماتی (مثال بالا) را دارای شکلی یکسان و معتبر تلقی می‌کنند، در حالی که برخی دیگر این تقسیم‌بندی را رد می‌کنند و معتقدند نوع اول «شش‌تایی» صحیح (یا واقعی) است و نوع دوم به درستی «سه‌گانه» است و همیشه باید اینگونه نوشته و نامگذاری شود. برخی نیز تا آنجا پیش می‌روند که وقتی با عدد ۶ نوشته می‌شود، دومی را شش‌گانۀ «کاذب» می‌نامند. در مقابل بعضی از مفسران شش‌گانه را به‌صورت دقیق سه‌گانه تعریف می‌کنند و چند مفسر دیگر در حالی که این تمایز را می‌پذیرند، ادعا می‌کنند که شش‌تایی واقعی تأکیدی در درون خود ندارد و باید ضرب قوی فقط روی نت اول باشد.

#### متر ترکیبی
در متر ترکیبی، نشانه‌گذاری بدین صورت است که ارزش زمانی یک نت سیاه نقطه‌دار با دو نت چنگ برابر است. بنا بر این دو نت چنگ در تقسیم‌بندی دوتایی (که بیشتر در میزان‌بندی 6
8 استفاده می‌شود) با ارزش زمانی سه نت چنگ (یا دو نت چنگ نقطه‌دار)، یکسان است. همچنین چهار نت از تقسیم «چهارگانه» (یا «چهارتایی») نیز دقیقاً برابر است با یک نت سیاه نقطه‌دار که ارزش زمانی این مورد هم با چهار نت دولاچنگ نقطه‌دار، یکسان است، هرچند تقسیمات «دوتایی» در مترهای ترکیبی بسیار رایج‌تر است.
Audio playback is not supported in your browser. You can download the audio file.
«دوتایی» در بیشتر ترکیبات زمانی به صورت ۲:۳ (یک نت سیاه نقطه‌دار در مقابل دو «دو‌تایی» از نت‌های دولاچنگ) نوشته می‌شود تا اینکه بخواهد به صورت ۲:۱۱⁄۲ (دو نت سیاه نقطه‌دار در مقابل دو «دو‌تایی» از نت‌های سیاه) نوشته شود حتی اگر در نشانه‌گذاری اولی با «چهارتایی» که به صورت ۴:۳ نوشته شده‌است، ناسازگار باشد (یک نت سیاه نقطه‌دار در مقابل چهار نت چنگ).

### توپلت‌های تو در تو
گاهی از توپلت‌ها در «داخل» قلاب استفاده می‌شود. از این نوع ترکیبات به‌عنوان توپلت‌های «تو در تو» نام می‌برند.
Audio playback is not supported in your browser. You can download the audio file.

## شمارش
توپلت‌ها می‌توانند ریتم‌هایی مانند همیولا تولید کنند، یا ممکن است به‌عنوان پلی‌ریتم (چندریتمی) هنگام یک اجرای منظم مورد استفاده قرار گیرند. آنها دارای تقسیمات ضربی خارج از نظم ریتمیک هستند. مثال زیر یک تقسیم‌بندی «شش‌تایی» را در برابر یک پنج‌گانه (5
4) نشان می‌دهد:
Audio playback is not supported in your browser. You can download the audio file.
در توپلت‌ها این امکان نیز وجود دارد که شمارش شوند و در بیشتر اوقات با سرعت کم امکان‌پذیر است. این امر با استفاده از کوچک‌ترین مضرب مشترک (LCM)، بین تقسیمات اصلی و تقسیم توپلت‌ها محاسبه می‌گردند. به‌عنوان مثال با احتساب (LCM)، از آنجا که  (۲ = ۳ ÷ ۶) و (۳ = ۲ ÷ ۶) با ۶ برابر است، یک تریولۀ «سه بر دو» در این محاسبه قابل شمارش است. نت‌های سیاه در مثال زیر با روشِ ترکیبِ تقسیم اصلی (خطوط بالای اعداد) و تقسیم تریوله (خطوط پایین اعداد)، نشان داده شده است:
| ۶ | ۵ | ۴ | ۳ | ۲ | ۱ |
مثال بالا به راحتی و بستگی به تمپوی آن ممکن است با سرعت خودش شمارش شود، در حالی که توپلت ۷ در مقابل ۴، و داشتن ۲۸ شماره با احتساب (LCM)،  ممکن است با تمپوی بسیار آهسته‌تری شمارش شود اما باید با سرعت مورد نظر به صورت غریزی مشهود باشد:
| ۲۸ | ۲۷ | ۲۶ | ۲۵ | ۲۴ | ۲۳ | ۲۲ | ۲۱ | ۲۰ | ۱۹ | ۱۸ | ۱۷ | ۱۶ | ۱۵ | ۱۴ | ۱۳ | ۱۲ | ۱۱ | ۱۰ | ۹ | ۸ | ۷ | ۶ | ۵ | ۴ | ۳ | ۲ | ۱ |

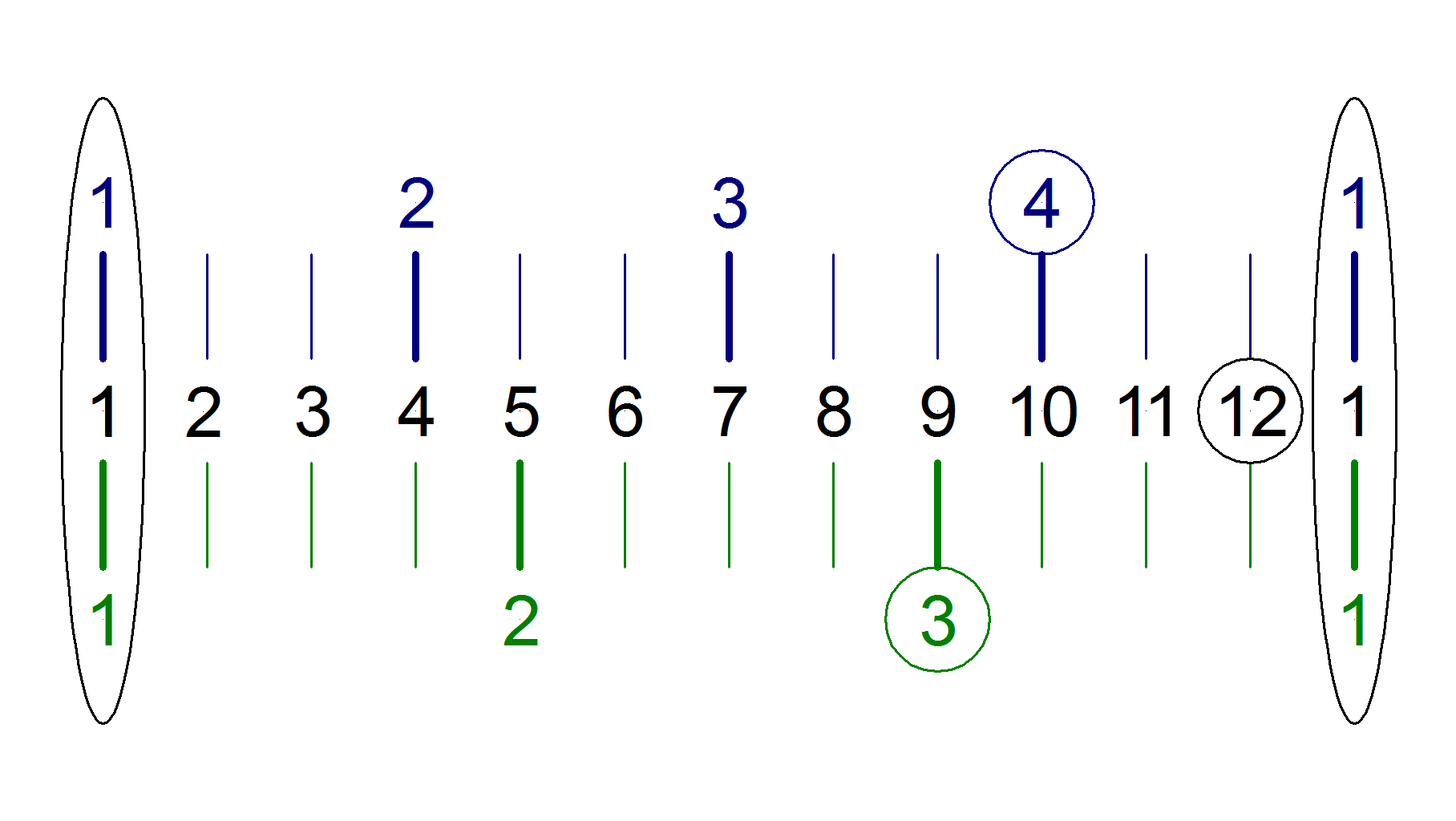
مثال از تقسیم‌بندی زمانی «چهارتایی» (چهار بر سه) در ۱۲ شماره، در این نمونه تاکید در تقسیم اصلی در شماره‌های ۱، ۵ و ۹ است و شماره‌های ۱، ۴، ۷ و ۱۰، تأکید روی نت‌های «چهارتایی» را نشان می‌دهد

برای اجرای دقیق و صحیح یک تریوله از نت‌های سفید () در میزان 4
4، شمارش این تریوله را می‌توان با گروه‌بندی «چهارگانه» از نت‌های چنگ با خط اتحاد، امکان‌پذیر ساخت.
در این مثال با تأکید بر روی هر نت هدف (قرمز)، یک نت سفید شمرده می‌شود:
| ۱ | − | ۳ | ۲ | ۱ | − | ۳ | ۲ | ۱ | − | ۳ | ۲ | ۱ | − | ۳ | ۲ | ۱ |
همین روش را می‌توان در توپلت‌های پنج‌تایی، هفت‌تایی و غیره به کار برد.

## فیگور چهارتایی در ساز کوبه‌ای
به گفتهٔ جان پکمن در ساز درام، عنوان «چهارتایی» به یک گروه‌بندی «سه‌تایی» از نت‌های دولاچنگ اشاره دارد که «یک نت چنگ به آن اضافه شده‌است» بنابر این یک «چهارگانه» با کشش نابرابر، ضرب آخر را در یک میزان 4
4، پر می‌کند. در مثال زیر یک «چهارتایی» روی طبل‌های متفاوت، یک پاساژ کوتاه را روی کیتِ درام نشان می‌دهد.
Audio playback is not supported in your browser. You can download the audio file.

## یادداشت
1. ↑  duplets
2. ↑  triplets
3. ↑  irrational
4. ↑  quadruplet
5. ↑  quintuplet
6. ↑  sextuplet
7. ↑  septuplet
8. ↑  octuplet
9. ↑  irregular
10. ↑  six-pour-quatre
11. ↑  sextole
12. ↑  sestolet
13. ↑  sestole
14. ↑  sextolet
15. ↑  Jon Peckman